# Bent Viscaal
Bent Max Calvin Viscaal (Albergen, Provincia de Overijssel, Países Bajos; 18 de septiembre de 1999) es un piloto de automovilismo neerlandés. Fue subcampeón en cuatro ocasiones, en 2017 de la Fórmula 4 SMP y Española, y al año siguiente de la Eurofórmula Open y del Campeonato de España de Fórmula 3 dentro de esa categoría. Actualmente corre en distintos campeonatos de resistencia.

## Carrera
Viscaal hizo su debut en el automovilismo en karting en 2010 en el campeonato holandés Mini Juniors. En 2011 se convirtió en campeón en la clase Mini Juniors de la Euro Wintercup y en 2012 se convirtió en segundo en el campeonato holandés KF3. A partir de esa temporada también participó en carreras extranjeras, especialmente en Alemania. En 2014, hizo su debut en el karting internacional en el Campeonato Europeo KF Junior. En 2015 se convirtió en campeón en el Campeonato Junior Alemán. En 2016, montó su última temporada en los go-karts, donde fue sexto en la clase OK del campeonato europeo de karting.
En 2017, Viscaal hizo el cambio a las carreras de fórmula e hizo su debut en la Fórmula 4 tanto en el SMP como en el Campeonato de España de Fórmula 4 para MP Motorsport. En el campeonato SMP, ganó cuatro carreras en el Ahvenisto Race Circuit, el Auto24ring y el TT Circuit Assen (dos veces), terminando segundo con 218 puntos detrás de Christian Lundgaard. En el campeonato español ganó cinco carreras en el Circuito de Navarra, el Circuito de Barcelona-Catalunya, el Circuito Paul Armagnac (dos veces) y el Autódromo do Estoril y con esto también terminó segundo en este campeonato detrás de Lundgaard con 266.
En 2018, Viscaal cambió al Eurofórmula Open para hacer su debut en la Fórmula 3 para el equipo Teo Martín Motorsport. En una temporada dominada por Felipe Drugovich, ganó una carrera en Silverstone y terminó en otras once carreras en el podio, terminando segundo detrás de Drugovich con 246 puntos. Sin embargo, ganó el campeonato de novatos con catorce victorias, el segundo lugar y un fracaso en dieciséis carreras. El Campeonato de España de Fórmula 3 también se organizó dentro del Euroformula Open, en el que Viscaal también terminó segundo detrás de Drugovich con cinco segundos puestos.
En 2019, Viscaal cambió al nuevo Campeonato de Fórmula 3 de la FIA, donde corrió para el equipo HWA Racelab. Ese año sumó en una sola ocasión. Al año siguiente, cambió al equipo MP, con el cual ganó por primera vez en la décima carrera de la temporada.

## Resumen de carrera
| Temporada | Categoría                                          | Equipo                              | Carreras | Victorias | Poles | VR | Podios | Puntos | Pos. |
| --------- | -------------------------------------------------- | ----------------------------------- | -------- | --------- | ----- | -- | ------ | ------ | ---- |
| 2017      | SMP Fórmula 4                                      | MP Motorsport                       | 21       | 3         | 0     | 1  | 8      | 218    | 2.º  |
| 2017      | Campeonato de España de F4                         | MP Motorsport                       | 19       | 5         | 3     | 8  | 13     | 266    | 2.º  |
| 2018      | Eurofórmula Open                                   | Teo Martín Motorsport               | 16       | 1         | 4     | 2  | 12     | 240    | 2.º  |
| 2018      | Campeonato de España de Fórmula 3                  | Teo Martín Motorsport               | 6        | 0         | 1     | 1  | 5      | 104    | 2.º  |
| 2019      | Campeonato de Fórmula 3 de la FIA                  | HWA RACELAB                         | 16       | 0         | 0     | 0  | 0      | 10     | 15.º |
| 2019-20   | MRF Challenge                                      | MRF Racing                          | 4        | 2         | 0     | 2  | 3      | 72     | 11.º |
| 2020      | Campeonato de Fórmula 3 de la FIA                  | MP Motorsport                       | 18       | 1         | 0     | 1  | 2      | 40     | 13.º |
| 2021      | Campeonato de Fórmula 2 de la FIA                  | Trident                             | 23       | 0         | 0     | 0  | 2      | 34     | 14.º |
| 2022      | European Le Mans Series - LMP2                     | Algarve Pro Racing                  | 6        | 0         | 0     | 0  | 1      | 37     | 9.º  |
| 2022      | Campeonato Mundial de Resistencia de la FIA - LMP2 | ARC Bratislava                      | 2        | 0         | 0     | 0  | 0      | 0      | 26.º |
| 2022      | 24 Horas de Le Mans - LMP2                         | ARC Bratislava                      | 1        | 0         | 0     | 0  | 0      | N/A    | 21.º |
| 2023      | Campeonato Mundial de Resistencia de la FIA - LMP2 | Prema Racing                        | 7        | 0         | 0     | 0  | 0      | 57     | 10.º |
| 2023      | European Le Mans Series - LMP2 Pro-Am              | Algarve Pro Racing                  | 2        | 0         | 0     | 0  | 0      | 27     | 14.º |
| 2023      | European Le Mans Series - LMP2 Pro-Am              | Proton Competition                  | 2        | 0         | 0     | 0  | 0      | 27     | 14.º |
| 2024      | European Le Mans Series - LMP2 Pro-Am              | Proton Competition                  | 6        | 1         | 5     | 0  | 4      | 95     | 3.º  |
| 2024      | 24 Horas de Le Mans - LMP2                         | Proton Competition                  |          |           |       |    |        |        | DNF  |
| 2024      | IMSA SportsCar Championship - GTP                  | Proton Competition Mustang Sampling | 6        | 0         | 0     | 1  | 0      | 1577   | 11.º |
| Fuente:   |                                                    |                                     |          |           |       |    |        |        |      |

## Resultados

### Campeonato de Fórmula 3 de la FIA
(Clave) (negrita indica pole position) (cursiva indica vuelta rápida puntuable)

| Año  | Escudería     | 1    | 1    | 2    | 2    | 3   | 3   | 4    | 4    | 5    | 5    | 6   | 6   | 7   | 7   | 8   | 8   | 9   | 9   | Pos. | Puntos | Ref.  |
| ---- | ------------- | ---- | ---- | ---- | ---- | --- | --- | ---- | ---- | ---- | ---- | --- | --- | --- | --- | --- | --- | --- | --- | ---- | ------ | ----- |
| 2019 | HWA RACELAB   | BAR  | BAR  | LEC  | LEC  | SPI | SPI | SIL  | SIL  | BUD  | BUD  | SPA | SPA | MNZ | MNZ | SOC | SOC |     |     | 15.º | 10     | [ 2 ] |
| 2019 | HWA RACELAB   | 13   | 13   | 5    | 20   | 13  | Ret | 22   | 20   | 19   | 10   | 20  | 14  | 17  | 27† | Ret | 17  |     |     | 15.º | 10     | [ 2 ] |
| 2020 | MP Motorsport | SPI1 | SPI1 | SPI2 | SPI2 | BUD | BUD | SIL1 | SIL1 | SIL2 | SIL2 | BAR | BAR | SPA | SPA | MNZ | MNZ | MUG | MUG | 13.º | 40     | [ 3 ] |
| 2020 | MP Motorsport | 11   | 11   | 20   | 16   | 3   | 17  | Ret  | 16   | 8    | 1    | Ret | 20  | 23  | 16  | 8   | DSQ | Ret | 20  | 13.º | 40     | [ 3 ] |

### Campeonato de Fórmula 2 de la FIA
(Clave) (negrita indica pole position) (cursiva indica vuelta rápida puntuable)

| Año  | Escudería | 1   | 1   | 1   | 2   | 2   | 2   | 3   | 3   | 3   | 4   | 4   | 4   | 5   | 5   | 5   | 6   | 6   | 6   | 7   | 7   | 7   | 8   | 8   | 8   | Pos. | Puntos | Ref.  |
| ---- | --------- | --- | --- | --- | --- | --- | --- | --- | --- | --- | --- | --- | --- | --- | --- | --- | --- | --- | --- | --- | --- | --- | --- | --- | --- | ---- | ------ | ----- |
| 2021 | Trident   | SAK | SAK | SAK | MON | MON | MON | BAK | BAK | BAK | SIL | SIL | SIL | MNZ | MNZ | MNZ | SOC | SOC | SOC | YED | YED | YED | YMC | YMC | YMC | 14.º | 34     | [ 4 ] |
| 2021 | Trident   | 13  | 12  | 17  | 14  | 11  | 11  | 10  | 4   | 17  | 16  | Ret | 13  | 7   | 2   | 15† | Ret | C   | Ret | 10  | 2   | 12  | 13  | 10  | 12  | 14.º | 34     | [ 4 ] |